# Tsel
 (août 2023).
Si vous disposez d'ouvrages ou d'articles de référence ou si vous connaissez des sites web de qualité traitant du thème abordé ici, merci de compléter l'article en donnant les références utiles à sa vérifiabilité et en les liant à la section « Notes et références ».
Tsel (Цэль en Biélorusse) et (Цель en Russe) est un village qui a été conçu pour abriter les familles de la base militaire de Tsel. Il est situé dans le Raïon d'Assipovitchy dans le Voblast de Mahiliow en Biélorussie. Il est situé à côté de la rivière Svislotch, est à environ 20 km de Assipovitchy et 90 km au sud-est de Minsk.
Le village possède une école primaire et secondaire et est l'emplacement des datchas des habitants de Minsk et Assipovitchy.

## Histoire
Tsel, dont le nom signifie cible a été fondée en tant que base militaire de l'Armée Rouge en 1936. Un bataillon de missile venant de Klintsy était basé à Tsel durant la période soviétique. Lorsque la 22e brigade de missile a déménagé de Hongrie en Biélorussie, elle a repris la base de Tsel. Un village a été construit pour abriter abriter les familles des militaires ils étaient 1500 au total. La 465e brigade de missile a repris la base lorsque la 22 brigade a été dissoute en 2005. En 2018 la base a été abandonnée après que la 465e brigade ait été transférée à la base militaire de Yuzhny située dans la périphérie D'Assipovichy. Au début de juin 2023 des rénovations ont commencées et ont été identifiées par les analystes comme des rénovations dans le but d'accueillir des troupes russes.
Le 31 juillet 2023 le ministère de la défense britannique affirme que « plusieurs milliers de membres de la milice privée russe Wagner se trouvent à Tsel dans le camp militaire.